# August Binz
August Binz-Müller (Basilea, 8 de diciembre de 1870 - 7 de marzo de 1963) fue un botánico y algólogo suizo. Era hijo del jardinero Johann August Binz. Después de estudiar en las universidades de Basilea y Zúrich, se graduó en 1892 con Arnold Dodero.
Posteriormente fue brevemente profesor en San Galo, a continuación en Glarus, donde se volvió florista. Entre 1896 y 1931, enseñó en la Escuela Media Superior en Basilea. También trabajó de 1913 a 1957 como curador del herbario del Instituto Botánico de la Universidad de Basilea.
Ya en su tesis doctoral sobre la morfología y la historia de los granos de almidón localizaba claramente la clorofila en los cloroplastos.

## Eponimia
- (Asteraceae) Hieracium binzii Zahn[1]
- (Chenopodiaceae) Chenopodium binzianum Aellen & Thell.[2]

## Algunas publicaciones

### Libros
- August Binz, alfred Becherer. 1957. Schul- und Exkursionsflora der Schweiz mit Berücksichtigung der für Basel in Betracht kommenden benachbarten Teile Badens und des Elsasses (Escuela y excursiones a la flora de Suiza teniendo en cuenta las regiones vecinas de Baden y Alsacia). Ed. Schwab. 382 pp.